# Консульство Российской империи в Харбине

Здание Генерального консульства Российской Империи в Харбине

Консульство Российской империи в Харбине — дипломатическое представительство Российской империи в городе Харбине, Китай. Располагалось на улице Хунцзюнь, д. 85 (кит. 南岗区红军街85号). На сегодняшний день представляет собой гранд-отель «Врата Дракона» или «Lungmen Modern Plaza».

## История
Консульство открылось 14 января 1907 года в здании Китайско-Восточной железной дороги, затем переехало в район Наньган. В настоящее время в этом здании располагается музей Харбинского технологического университета.
Консульство располагалось в здании бывшего русского офицерского клуба времён русско-китайский войны. Консульство было опечатано китайскими властями в сентябре 1920 года.
В 1924 году открылось Генеральное консульство СССР в Харбине.

## Генеральные консулы
- Люба, Владимир Фёдорович (1907—1909)[3]
- Поппе, Николай Готфридович (1910—1913)[4]
- Траутшольд, Василий Васильевич (1913—?)
- Попов, Георгий Константинович (1917—1920)[5]